# D209i
デジタル・ムーバ D209i HYPER（デジタル・ムーバ にー まる きゅう アイ ハイパー）は、三菱電機製のNTTドコモの第二世代携帯電話(mova)端末である。

## 概要
20xシリーズとして、初めてiモードに対応した209iシリーズで、4番目に登場。D502iを小型化したスタイルで、209iシリーズとしてはF209iやKO209iとともに、カラー液晶を搭載していた。ただし、画面のサイズはD502iよりも小さい。D209i同士、D208、D502iと電話帳や着信音などを送受信できる、赤外線通信機能「DDLink」を搭載していた。また、Dシリーズの新機能として、フリップを開けるときに音が出る機能を搭載した。着信メロディは3和音。

## 歴史
- 2000年3月7日　 電気通信端末機器審査協会による技術基準適合認定の設計認証（設計認証番号A00-0231JP、J00-0072）
- 2000年3月16日　テレコムエンジニアリングセンターによる技術基準適合証明の工事設計認証（工事設計認証番号WZA0014）
- 2000年7月4日　 ドコモから発表
- 2000年7月7日　 発売
- 2012年3月31日　movaサービス終了により使用はこの日限りとなる。

## テレビCM
テレビCMの楽曲には、クイーンのフラッシュのテーマが使用されていた。